# Gelis parfentjevi
Gelis parfentjevi är en stekelart som först beskrevs av Meyer 1926.  Gelis parfentjevi ingår i släktet Gelis och familjen brokparasitsteklar. Inga underarter finns listade i Catalogue of Life.